# ワンダーランド・カルカー

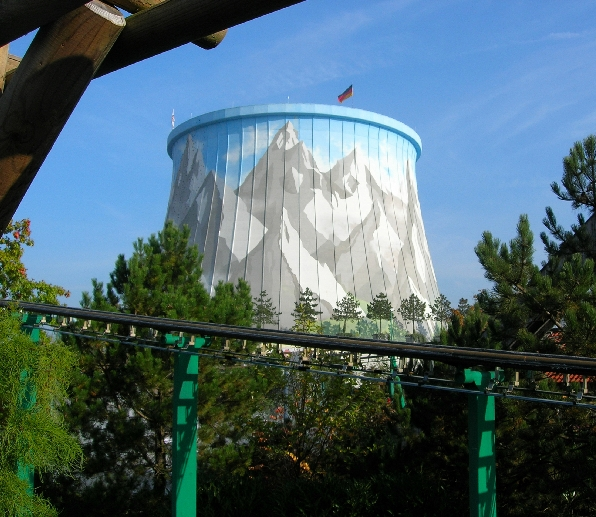
垂直スイング（冷却塔）

ワンダーランド・カルカー（ドイツ語：Wunderland Kalkar。2005年まではKernwasser-Wunderland）は、ドイツのノルトライン＝ヴェストファーレン州北西部のオランダ国境に近いカルカーにあるテーマパーク。一度も発電せずに閉鎖したカルカー高速増殖炉SNR-300の跡地に、1995年に設置された。全面開業は2005年である。
ワンダーランド・カルカーは、ホテルやバー、飲食店に加えて、「ケルニー・ファミリーパーク」（Kernie's Familienpark）という名前の子供連れ家族のための遊園地を含む複合施設である。このテーマパークのコンセプトは、1回の入場料で乗り物に乗り放題、食べ放題、飲み放題であることを特色としている。
施設を運営するオランダ人経営者ヘンニー・ファン・デル・モスト (Hennie van der Most) は、はじめ金属屑類回収業から身を起こし、現在は解体工事会社のほか複数のテーマパークを所有している。テーマパークの多くはもともと他の目的でつくられた場所にある。
来場者は年60万人である。また、遊園地の繁忙期には約550人が雇用される。

## 経緯
高速増殖炉SNR-300（またはカルカー増殖炉）は、日本のもんじゅと同時期にドイツで初めて運転される予定だった高速増殖炉である。1985年に試運転を開始したものの、1986年のチェルノブイリ原子力発電所事故をきっかけにそれまで継続していた反対運動がさらに勢いを増したことで、本格運転に至らないまま、ノルトライン＝ヴェストファーレン州政府から運転許可の取り消しを受けた。さらに、建設コストが当初予定の18億マルクから80億マルク以上になり、原発推進の立場だった連邦与党のドイツキリスト教民主同盟は、1991年にコスト面の問題を理由に計画中止を発表した。ヘンニー・ファン・デル・モストが所有者である電気事業者から原子炉施設を買い取った後は、まず遊園地の整備が始まり、冷却塔の外壁がクライミングウォール、中央制御室がレストラン、タービン室がトイレ、消防隊室がボウリング場、そして原子炉建屋がホテルに改装された。プルトニウム燃料が入ることのなかった原子炉自体も、「原子炉内探検ツアー」が体験できるよう、底部に電飾を施して見学者を受け入れた。こうした経緯から、SNR-300をドイツの「脱原発」の原点とみなす意見もある。2011年にドイツで制作されたドキュメンタリー映画『アンダー・コントロール』はドイツの原子力産業を題材としており、作中でワンダーランド・カルカーも紹介されている。（cf. アンダー・コントロール）

## アトラクション
ワンダーランド・カルカーの主な施設
- ホテル
- レストラン
- テニスコート

ケルニー・ファミリーパークの主なアトラクション
- 空中メリーゴーランドなど
  - スイング
  - 垂直スイング（冷却塔）
  - コーヒーカップ
- クライミングウォール（英語版）
- 観覧車
- ローラーコースター
- ログ水路（英語版）（水上版ローラーコースター）
- ゴーカート
- F1シミュレータ